# Knížecí alej v Tachově
Knížecí alej v Tachově je chráněné stromořadí v Tachově v Plzeňském kraji. Alej dlouhá 2,3 km vede údolím podél řeky Mže v nadmořské výšce 480 m západně od centra města k městské části Světce. Stromořadí bylo vysázeno na pokyn knížete Josefa Mikuláše Windischgrätze v roce 1791 a tvořilo jej 481 stromů (jasany, olše, jírovce, javory, vrby, dub zimní a červený a lípy malolisté). Na počátku 21. století alej tvořilo 409 stromů, mezi nimiž převažovaly javory (zhruba 200 kusů). Z hlediska množství stromů se jedná o nejpočetnější alej Plzeňského kraje. Výška stromů je v rozsahu 8–21 m (měření 1986), mezi nejmohutnější stromy se počítá javor klen (Acer pseudoplatanus) s obvodem kmene 415 cm a jasan ztepilý (Fraxinus excelsior) s obvodem kmene 430 cm (měření 1997). Alej je chráněna od roku 1987 jako krajinná dominanta.

## Stromy v okolí
- Alej u minerálního pramene
- Klen u Mýtského mlýna